# Club Deportivo Laudio de Fútbol San Rokezar
El Club Deportivo Laudio de Fútbol San Rokezar és un club de futbol basc amb seu a Laudio, al País Basc. Fundat l'any 1927 juga a Divisió d'Honor, i celebra els partits a casa a l'Estadi Ellakuri, que té una capacitat de 3.500 espectadors.

## Història
Fundat el 1927 com a SD Llodiana o SD Llodio, el club va començar a jugar el 1934 abans de canviar el nom a CD Villosa el 1940. El club es va unir a la Federació Biscaïna el 1945 i va arribar per primera vegada a Tercera Divisió el 1954.
El 1972, el Villosa va tornar a canviar el nom a SD Llodio, però va patir el descens de la tercera divisió l'any següent. El 2002, després de només una altra aparició a Tercera (ara la quarta divisió), el club va passar a anomenar-se CD Llodio Salleko. Un any més tard, van aconseguir l'ascens a quarta divisió.
El 2006, el Llodio Salleko va passar a anomenar-se CD Laudio Fútbol San Rokezar. El 2012 el club va guanyar el seu grup, però va perdre per 3-0 en el global a la final dels playoffs contra el San Fernando CD. En guanyar aquest grup, el club es va classificar per primera vegada per a la Copa del Rei, on va perdre a la primera ronda a casa per un sol gol contra el veí SD Eibar.
De nou guanyadors de grup, el Laudio va arribar als playoffs el 2013 i va derrotar el Mar Menor FC a la final amb un gol de Germán Beltrán. A la següent cursa de copa, van derrotar el Real Unión i l'Écija Balompié abans d'una eliminació als penals a la tercera ronda a casa contra el CD Olímpic de Xàtiva.
L'única temporada del Laudio a la Segona Divisió B, la temporada 2013-14, va acabar amb el descens a la 17a posició. No obstant això, el club va ser desplaçat a les lligues regionals a causa d'uns retards salarials de 200.000 € per part dels seus jugadors.

### Antecedents
- Sociedad Deportiva Llodio (1927–1940; 1972–2002)
- Club Deportivo Villosa (1940–1972)
- Club Deportivo Llodio Salleko (2002–2006)
- Club Deportivo Laudio Fútbol San Rokezar (2006-present)

## Temporada a temporada
| Temporada | Nivell | Divisió | Lloc | Copa del Rei |
| --------- | ------ | ------- | ---- | ------------ |
| 1945–46   | 5      | 2a Reg. | 3r   |              |
| 1946–47   | 5      | 2a Reg. | 1r   |              |
| 1947–48   | 5      | 2a Reg. | 1r   |              |
| 1948–49   | 4      | 1a Reg. | 6è   |              |
| 1949–50   | 4      | 1a Reg. | 5è   |              |
| 1950–51   | 4      | 1a Reg. | 6è   |              |
| 1951–52   | 4      | 1a Reg. | 6è   |              |
| 1952–53   | 4      | 1a Reg. | 2n   |              |
| 1953–54   | 4      | 1a Reg. | 1r   |              |
| 1954–55   | 3      | 3a      | 6è   |              |
| 1955–56   | 3      | 3a      | 11è  |              |
| 1956–57   | 3      | 3a      | 3r   |              |
| 1957–58   | 3      | 3a      | 14è  |              |
| 1958–59   | 4      | 1a Reg. | 12è  |              |
| 1959–60   | 4      | 1a Reg. | 12è  |              |
| 1960–61   | 4      | 1a Reg. | 14è  |              |
| 1961–62   | 4      | 1a Reg. | 11è  |              |
| 1962–63   | 4      | 1a Reg. | 10è  |              |
| 1963–64   | 4      | 1a Reg. | 1r   |              |
| 1964–65   | 3      | 3a      | 16è  |              |

| Temporada | Nivell | Divisió    | Lloc | Copa del Rei  |
| --------- | ------ | ---------- | ---- | ------------- |
| 1965–66   | 4      | 1a Reg.    | 2n   |               |
| 1966–67   | 3      | 3a         | 4t   |               |
| 1967–68   | 3      | 3a         | 4t   |               |
| 1968–69   | 3      | 3a         | 9è   |               |
| 1969–70   | 3      | 3a         | 13è  |               |
| 1970–71   | 4      | Reg. Pref. | 1r   |               |
| 1971–72   | 3      | 3a         | 7è   |               |
| 1972–73   | 3      | 3a         | 20è  | Primera ronda |
| 1973–74   | 4      | Reg. Pref. | 14è  |               |
| 1974–75   | 4      | Reg. Pref. | 20è  |               |
| 1975–76   | 5      | 1a Reg.    | 3r   |               |
| 1976–77   | 4      | Reg. Pref. | 16è  |               |
| 1977–78   | 5      | Reg. Pref. | 8è   |               |
| 1978–79   | 5      | Reg. Pref. | 19è  |               |
| 1979–80   | 6      | 1a Reg.    | 10è  |               |
| 1980–81   | 6      | 1a Reg.    | 3r   |               |
| 1981–82   | 5      | Reg. Pref. | 11è  |               |
| 1982–83   | 5      | Reg. Pref. | 19è  |               |
| 1983–84   | 6      | 1a Reg.    | 2n   |               |
| 1984–85   | 5      | Reg. Pref. | 8è   |               |

| Temporada | Nivell | Divisió     | Lloc | Copa del Rei |
| --------- | ------ | ----------- | ---- | ------------ |
| 1985–86   | 5      | Reg. Pref.  | 3r   |              |
| 1986–87   | 5      | Reg. Pref.  | 11è  |              |
| 1987–88   | 5      | Reg. Pref.  | 20è  |              |
| 1988–89   | 6      | 1a Reg.     | 7è   |              |
| 1989–90   | 6      | 1a Reg.     | 13è  |              |
| 1990–91   | 6      | 1a Terr.    | 13è  |              |
| 1991–92   | 6      | 1a Terr.    | 5è   |              |
| 1992–93   | 6      | 1a Terr.    | 1r   |              |
| 1993–94   | 5      | Terr. Pref. | 15è  |              |
| 1994–95   | 5      | Terr. Pref. | 20è  |              |
| 1995–96   | 5      | Reg. Pref.  | 1r   |              |
| 1996–97   | 4      | 3a          | 20è  |              |
| 1997–98   | 5      | Reg. Pref.  | 4t   |              |
| 1998–99   | 5      | Reg. Pref.  | 3r   |              |
| 1999–2000 | 5      | Reg. Pref.  | 5è   |              |
| 2000–01   | 5      | Reg. Pref.  | 6è   |              |
| 2001–02   | 5      | Reg. Pref.  | 6è   |              |
| 2002–03   | 5      | Reg. Pref.  | 1r   |              |
| 2003–04   | 4      | 3a          | 17è  |              |
| 2004–05   | 4      | 3a          | 15è  |              |

| Temporada | Nivell | Divisió    | Lloc | Copa del Rei  |
| --------- | ------ | ---------- | ---- | ------------- |
| 2005–06   | 4      | 3a         | 6è   |               |
| 2006–07   | 4      | 3a         | 13è  |               |
| 2007–08   | 4      | 3a         | 15è  |               |
| 2008–09   | 4      | 3a         | 8è   |               |
| 2009–10   | 4      | 3a         | 11è  |               |
| 2010–11   | 4      | 3a         | 2n   |               |
| 2011–12   | 4      | 3a         | 1r   |               |
| 2012–13   | 4      | 3a         | 1r   | Primera ronda |
| 2013–14   | 3      | 2a B       | 17è  | Tercera ronda |
| 2014–15   | 5      | Reg. Pref. | 7è   |               |
| 2015–16   | 5      | Reg. Pref. | 6è   |               |
| 2016–17   | 5      | Reg. Pref. | 9è   |               |
| 2017–18   | 5      | Reg. Pref. | 14è  |               |
| 2018–19   | 5      | Reg. Pref. | 7è   |               |
| 2019–20   | 5      | Reg. Pref. | 5è   |               |
| 2020–21   | 5      | Reg. Pref. | 2n   |               |
| 2021–22   | 6      | Reg. Pref. | 2n   |               |
| 2022–23   | 6      | Div. Hon.  | 3r   |               |
| 2023–24   | 6      | Div. Hon.  | 6è   |               |
| 2024–25   | 6      | Div. Hon.  |      |               |

- 1 temporada a Segona Divisió B
- 22 temporades a Tercera Divisió